# Pierre Aidenbaum
Pierre Aidenbaum né le 3 mai 1942 au Puy-en-Velay est un chef d'entreprise, homme politique français.
Membre du Parti socialiste, il est maire du 3e arrondissement de Paris de 1995 à 2020. Il est membre de la Commission nationale des droits de l'homme depuis 1992 et conseiller de Paris de 1989 à 2020.

## Biographie

### Famille
Issu d'une famille juive polonaise, Pierre Aidenbaum naît le 3 mai 1942 à la clinique Bon-secours du Puy-en-Velay. Son père était chapelier et travaillait dans une usine de fabrication de casquettes, l’entreprise Chomelin.
Le 11 novembre 1942, après l'invasion de la zone libre par les Allemands, la famille se cache dans le hameau de Rognac, à Saint-Arcons-d'Allier, puis s'installe à Paris après la fin de la guerre.
Marié et père de trois enfants, Pierre Aidenbaum fonde sa propre entreprise en 1968 dans le domaine de la mode, dans le 3e arrondissement de Paris. Il développe son activité et devient ensuite président du Syndicat de Paris de la mode féminine.

### Militant socialiste et antiraciste
Il adhère au Parti socialiste en 1971 et s'engage dans l’équipe de campagne de François Mitterrand en 1974.
En 1976 et en 1980, il participe à des voyages de François Mitterrand en Israël, tout en le conseillant sur le Proche-Orient jusqu’en 1981,.
En 1983, il est élu conseiller d'arrondissement dans le 3e arrondissement de Paris aux côtés de Jack Lang. Quand ce dernier part pour la ville de Blois, il devient conseiller de Paris le 12 mars 1989.
Dès l'âge de 13 ans, il s'engage avec son père à la Ligue internationale contre l'antisémitisme (LICA), devenue en 1979 la Ligue internationale contre le racisme et l'antisémitisme (LICRA). En 1992, Pierre Aidenbaum succède à Jean Pierre-Bloch à la présidence de la LICRA,. Président sortant en 1999, il soutient l'élection à la tête de la LICRA de Patrick Gaubert, pourtant homme politique de droite,.

### Maire du3earrondissement

#### Premier mandat
En juin 1995, il est élu maire du 3e arrondissement après la victoire de sa liste avec 50,72 % des voix et seulement 148 voix d'avance sur la liste du maire sortant Jacques Dominati. La découverte de fichiers prouvant l'existence de faux électeurs dans le 3e arrondissement déboucha sur la mise en examen pour fraude électorale notamment de l'ancien maire Jacques Dominati et de son fils, Jacques Dominati. Ce dernier sera finalement relaxé en décembre 2006, mais pas ses 10 autres coïnculpés.

#### Deuxième mandat
Réélu en 2001 face au candidat RPR Mario Stasi et au candidat dissident Jack-Yves Bohbot, Pierre Aidenbaum obtient avec sa liste 6 913 voix (65,30 %) contre la liste de droite menée par Jack-Yves Bohbot qui obtient 3 674 voix (34,70 %) au second tour.
Pierre Aidenbaum est candidat suppléant de Martine Billard (Vert) lors des élections législatives des 10 et 17 juin 2007. Députée sortante, celle-ci avait en 2002 pour suppléant Pierre Schapira, élu député européen en 2004. Elle est réélue avec 54,25 % des voix le 17 juin 2007.
Le 26 octobre 2007, il inaugure une stèle sur la pelouse principale du square du Temple - Elie-Wiesel, portant les prénoms, noms et âges des 85 « tout-petits qui n'ont pas eu le temps de fréquenter une école », enfants juifs de 2 mois à 6 ans habitant le 3e arrondissement et déportés entre 1942 et 1944 puis assassinés à Auschwitz.

#### Troisième mandat
Aux élections municipales de 2008, Pierre Aidenbaum, à nouveau investi fin 2007 par les militants socialistes de l'arrondissement, mène toujours la liste de gauche (PS-PCF). Elle remporte la victoire dès le premier tour, le 9 mars 2008, avec 55,83 % des voix (6 685 voix), gagnant la totalité des trois mandats de conseillers de Paris de l'arrondissement et 12 des 13 mandats de conseillers d'arrondissement, devant les listes UMP (20,53 %), Verts (10,33 %) et MoDem (9,28 %).
| Statut                      | Élu                     | Parti | Parti |
| --------------------------- | ----------------------- | ----- | ----- |
| Conseiller de Paris         | Pierre Aidenbaum        |       | PS    |
| Conseiller de Paris         | Camille Montacié        |       | PS    |
| Conseiller de Paris         | Gauthier Caron-Thibault |       | PS    |
| Conseiller d'arrondissement | Christine Frey          |       | PS    |
| Conseiller d'arrondissement | Yann Marteil            |       | PS    |
| Conseiller d'arrondissement | Patricia Brebion-Valla  |       | PS    |
| Conseiller d'arrondissement | Patrick Badard          |       | PS    |
| Conseiller d'arrondissement | Monique Saliou          |       | PS    |
| Conseiller d'arrondissement | Julien Terpent          |       | PCF   |
| Conseiller d'arrondissement | Flora Bolter            |       | PS    |
| Conseiller d'arrondissement | Denis Murat             |       | PS    |
| Conseiller d'arrondissement | Christiane Gilon        |       | PS    |
| Conseiller d'arrondissement | Martine Weill-Raynal    |       | UMP   |

Entre 2009 et 2014, il est le président de la Régie immobilière de la ville de Paris.
En février 2012, il est cosignataire avec plusieurs intellectuels et hommes politiques d'un appel intitulé Français juifs et de gauche publié dans le quotidien Libération. Cet appel déplore un « éloignement » qui se serait créé entre « les Français juifs et les forces de gauche ». Plus loin, cet appel avance: « Nous sommes en désaccord avec la politique actuelle du gouvernement israélien et souhaitons voir se développer aux côtés d’Israël un État palestinien libre et indépendant ».
Aux élections législatives de juin 2012, Pierre Aidenbaum est candidat suppléant de Seybah Dagoma.

#### Quatrième mandat
Le 10 octobre 2013, il est désigné pour briguer un nouveau mandat comme tête de liste PS dans le 3e arrondissement pour les élections municipales de 2014 à Paris. Le 30 mars 2014, sa liste l'emporte avec 60,44 % de voix au second tour, face à celle de la candidate UMP Marie-Laure Harel (39,55 %). Il est ensuite réélu par le nouveau conseil municipal.
En 2016, Pierre Aidenbaum propose de changer le nom du square du Temple en « square Élie Wiesel ». Une polémique s'ensuit et le 29 juin 2017, il inaugure le nom "Square du Temple – Elie-Wiesel".

## Affaires judiciaires
En janvier 2014, la presse s'interroge sur une incohérence dans l'attribution des logements sociaux par Pierre Aidenbaum, maire du 3e arrondissement. Il aurait en effet autorisé l'octroi d'un appartement (non HLM) de 99 m² près de la place des Vosges en 2004, à Alain Riou, cadre de la fédération française de tennis (FFT) dont le salaire atteint 9 000 euros par mois. Aidenbaum affirme : « Jamais, je n'aurais laissé passer ce dossier si j'avais su que le candidat gagnait plus de 9 000 € par mois. Jamais ! C'est catégorique ! », en invoquant un choix d'Yves Contassot, son adjoint au logement de 1995 à 2008. Depuis, les deux hommes se renvoient mutuellement la responsabilité.
Le 14 septembre 2020, après la mise au jour de possibles faits de harcèlement sexuel à l'encontre d'une ancienne collaboratrice, Pierre Aidenbaum démissionne de son poste d'adjoint à la mairie de Paris chargé de la Seine, tout en conservant son poste de conseiller de Paris. Célia Blauel récupère alors la délégation de la Seine. À la suite de sa mise en examen en octobre, Anne Hidalgo lui demande de démissionner du Conseil de Paris.
À la suite de la décision d'Anne Hidalgo de saisir la justice pour de « possibles faits de harcèlement sexuel », sur la base l’article 40 du code de procédure pénale, une enquête pour « agression sexuelle » est ouverte par le Parquet de Paris. Pierre Aidenbaum se dit « abasourdi » par ces accusations, et les rejette en bloc. Le 9 octobre 2020, après une confrontation avec la plaignante, Pierre Aidenbaum est mis en garde à vue pour « agression sexuelle », avant d'être mis en examen pour « viol et agressions sexuelles » et placé sous contrôle judiciaire.
En février 2025, le juge d'instruction chargé des investigations ordonne un procès pour viol et agressions sexuelles sur une proche collaboratrice entre 2019 et 2020 par personne ayant autorité. Pierre Aidenbaum sera également jugé pour agressions sexuelles par personne abusant de son autorité entre 2014 et 2015 sur une autre femme ayant travaillé avec lui.

## Distinctions
- Officier de la Légion d'honneur en 2013[23] (chevalier en 1999[24]).